# Атом (DC Comics)
Атом (англ. The Atom) — имя нескольких супергероев вселенной DC Comics.
Всего было шесть персонажей, носивших это имя. Изначальный Атом Золотого века, Эл Пратт, был создан Беном Флинтоном и Биллом О’Коннором и впервые появился в «All-American Comics» № 19 (октябрь 1940 года). Второй Атом появился в Серебряный век, в 1961 году, и его имя было Рэй Палмер. Третий Атом, Адам Крэй, был малозначимым персонажем, появлявшимся в историях Отряда Самоубийц. Четвёртый Атом был из 853-го столетия и впервые появился, как часть Лиги Справедливости Альфа в августе 1999 года. Пятый Атом, Райан Чой, дебютировал в новой серии комиксов «Atom», стартовавшей в августе 2006 года. Шестым Атомом стала Ронда Пинеда, носившая это имя некоторое непродолжительное время и впервые появившаяся в серии «Лига Справедливости» в 2013 году.
Атом появлялся в множестве собственных серий, и пятеро из шести персонажей становились участниками Общества Справедливости Америки, Лиги Справедливости, Отряда Самоубийц и Лиги Справедливости Альфа.

## Вымышленные биографии

### Эл Пратт
Самый первый Атом, Эл Пратт, впервые появился в «All-American Comics» № 19 (октябрь 1940 года). Изначально он не обладал никакими силами, вместо этого он был самым обычным студентом и позже физиком, изображавшимся, как сильный парень, символ для маленьких ребят, которые всё равно могут сделать свой вклад в улучшение мира. Пратт был одним из основателей Общества Справедливости Америки, позже получив ограниченную суперсилу и энергетически заряжаемый «атомный удар». Он умер, сражаясь против Экстанта во время событий Нулевого часа.

### Рэй Палмер
Атом, представленный в комиксе Серебряного века «Showcase» № 34 (в 1961 году) физик и профессор университета Рэй Палмер (названный в честь Рэймонда Палмера). Используя материю белого карлика, он разработал линзы, позволяющие ему уменьшаться до субатомного размера. Изначально его размеры и молекулярная плотность зависели от количества звёздной материи в костюме, контролируемом механизмом в его поясе, и позже благодаря контроллерам на его ладонях в перчатках. Позже он получил врождённые силы с теми же свойствами. После событий Кризиса Личности Рэй уменьшился до микроскопических размеров и исчез. Его поиск стал одной из главных тем серии комиксов «Countdown to Final Crisis» длиной в год.

### Пол Хобен
Незадолго до своего рокового путешествия в джунгли Амазонии Палмер узнал, что его жена Джина Лорин изменяла ему с его приятелем-адвокатом Полом Хобеном, после чего они развелись. Позже Палмер благословит двоих на свадебный союз и предложит Хобену свой пояс для изменения размера, чтобы защитить Город Плюща (в то время, как Палмер решил остаться с Мордлейнами), которое тот принял. Его пояс будет позже украден Адамом Крэем. Стоит заметить, что Хобен никогда не брал костюма или имени Атома.

### Адам Крэй
Адам Крэй, сын убитого сенатора Крэя, впервые появился как Атом, на страницах Suicide Squad № 44 Джона Острандера (август 1990). Сначала считалось, что Крэй — это замаскированный Палмер (считалось как фанатами, так и персонажами комиксов). На самом деле Крэй был взят на работу Палмером, разыгравшем свою смерть, чтобы задержать Микро Отряд (группу злодеев, которые были уменьшены), а также раскрыть информацию о тёмной интриге правительства, заинтересованного в знании Палмера — тайне имени других героев (сам Палмер к тому времени уже был раскрыт).
Пока Палмер внедрялся бы в Микро Отряд, Крэй отвлекал бы внимание в качестве нового Атома, так что никто не заметит, как Палмер заменит одного из павших членов Микро Отряда.
Вместе с Отрядом Самоубийц Адам Крэй был лишь первое время, служа секретным оружием большую часть времени, и его существование в течение какого-то времени было неизвестно другим членам Отряда. Крэй даже спас раненую Аманду Уоллер от группы ассасинов. Как-то раз Крэй расспрашивал Дэдшота о том, как он убил своего отца. Дэдшот говорит Крэю, что с удовольствием убил бы его. Вскоре после этого, на миссии, Крэя пронзил Блэкснейк, член Микро Отряда, принявший его за Палмера.
После убийства Крэя (события, которое Палмер не предвидел), Рэй Палмер показывается и побеждает убийц Крэя. После окончания уловки Палмер объясняется Лиге Справедливости, искавшей его после появления слухов о новом Атоме.
В ходе событий Blackest Night тело Адама было реанимировано в качестве члена Корпуса Чёрных Фонарей вместе с другими членами Отряда Самоубийц. После его оживления Адам и другие Чёрные Фонари отправляются в Бель Рив и атакуют Бэйна и Чёрную Алису. Адам, судя по всему, был уничтожен механизмом самоуничтожения Охотников за людьми, который выпустил энергию Зелёных Фонарей, уничтожившую Чёрных Фонарей.

### Райан Чой
Райан Чой, как описано в объяснениях DC, «молодой даровитый профессор, занявший дополнительное место в Университете Плюща и который ненароком занимает место старого Атома.» Этот новый Атом основан на дизайне Гранта Моррисона. Он впервые появился в one-shot’е Brave New World, превью для грядущих проектов, а после появляется в своей серии комиксов, The All-New Atom, сценаристом которой стал Гейл Симон. Позже Райан Чой был убит Детстроуком и его Титанами.

### Ронда Пинеда/Атомика
В перезапуске серий комиксов en:The New 52 был представлен новый, женский персонаж Атом. Им стала латиноамериканка Ронда Пинеда, студентка университета из города en:Ivy Town. Она показывается двойным агентом, вынужденным собирать данные о новых рекрутах Лиги Справедливости для Аманды Уоллер и Стива Тревора. Последний отметил Ронду как «самого важного члена Лиги Справедливости Америки». В конце сюжетной линии «Trinity War» она раскрывается как предавшая обе команды; выясняется, что на самом деле она родом из альтернативной вселенной Земля-3 и является членом Криминального Синдиката Америки, действуя под именем Атомика. Также она признаётся в том, что поместила кусочек зелёного криптонита в мозговую клетку Супермена, тем самым спровоцировав его на непреднамеренное убийство Доктора Лайта тепловым зрением и обрекая на медленную смерть от ослабления.
На Земле-3 Ронда Пинеда и её сообщник Джонни Квик были ворами и убийцами, известными как «Джонни и Ронни». Однажды ночью, после убийства двух полицейских и скрываясь от преследования, они оказались на крыше en:S.T.A.R. Labs во время грозы. Удар молнии, пройдя через спутниковую антенну, наэлектризовал Джонни, дав ему его сверхспособности, в то время как Ронда провалилась внутрь лаборатории, приземлившись возле некоего устройства, созданного Рэем Палмером, благодаря чему она смогла получить свои сверхспособности.

### Атом Один Миллион
Неизвестный учёный 853-го столетия проводил эксперименты с теорией суперструн, чтобы создать сингулярность, радиация которой изменила его физический облик. Когда сингулярность начала было расширяться с возможным последствием в уничтожении его вселенной, учёный вступил в неё в надежде спасти вселенную, но вместо этого оказался на мосту меж измерениями, ведущем в другую вселенную. Его же вселенная была стёрта, и он не смог ничего сделать. На другом конце моста он обнаруживает Супермен-Прайма, пришедшего помочь, но слишком поздно. Находясь в затруднительном положении, он ищет в этой вселенной остатки той, что он потерял, в некоторый момент взяв имя Атом и присоединившись к Легиону Справедливости Альфа, когда помог им победить Бизарро-Легион. Силы этого Атома отличаются от его предшественников — он не уменьшается в размерах, но делится на несколько более мелких своих копий. На уровне Атомов эти дупликаты могут имитировать элементы, например золото или кислород.

## Другие версии
Фрэнк Миллер изобразил Рэйя Палмера, как одного из главных персонажей в The Dark Knight Strikes Again. Он был заключён Лексом Лютором в одну из своих собственных чашек петри в течение месяца, пока его не спасла Девочка-Кошка. Он был одним из участников освобождения Кандора.

### Tangent Comics
В импринте Tangent Comics Атомом был Артур Харрисон Томпсон, подверженный тесту радиации на людях. Первый герой во временной линии Tangent, его дело после него продолжил сын, убитый версией Tangent Comics Фатальной пятёрки, а его внук Адам, кто в Tangent Comics: Superman’s Reign был захвачен Суперменом.

### Elseworlds
- Некоторые другие варианты Атома включают появление в League of Justice, истории, стилизующей Лигу Справедливости под Властелин Колец, где Атом был волшебником и рассказчик, именуемый «Атомус Паломник».
- Эл Пратт, как Атом, был одним из трёх героев, выбравших сторону сенатора Томпсона в комиксе The Golden Age. Когда Эл обнаружил, что Томпсон является Ультра-Юманите (англ. Ultra-Humanite), он присоединяется к другим героям в сражении против Дина-Мена.
- Атом Эл Пратт появился в JSA: The Unholy Three, как разведчик после Второй мировой войны с прозрачной атомической плотью и видимым скелетом.
- В JLA: Age of Wonder Рэй Палмер работал с консорциумом учёных, в числе которых был Томас Эдисон и Никола Тесла.
- В JLA: Created Equal Рэй Палмер был убит космическим штормом, который стирает всё мужское население Земли и студентка Джил Этрон получила грант на исследование ремня-звезды-белого-карлика, который был создан Палмером.
- Атом эволюционировал из человека-ястреба, который эволюционировал из Робина в комиксе Just Imagine….[10]

### Мультивселенная 52
- В последнем выпуске 52 была показана новая Мультивселенная, изначально состоящая из 52 схожих реальностей. Среди прочих была показана обозначенная «Земля-2». В результате «поедания» Мистером Разумом аспектов реальностей эта вселенная становится похожей на до-Кризисную Землю-2, включая Атома Эла Пратта среди других персонажей Общества Справедливости. Имена персонажей и команда не были названы, но Атом очень похож визуально на Эла Пратта.[11] Основываясь на комментариях Гранта Моррисона, эта альтернативная версия не является до-Кризисной Землёй-2.[12]
- В Countdown № 30 Претенденты из Будущего (англ. Challengers of Beyond) попали на Землю-15, мир, где напарники супергероев заняли места их наставников. На этой Земле Атом — Джессика Палмер, гений, выпустившаяся из МТИ в возрасте восьми лет.
- The Search of Ray Palmer — Red Son описывает Рэя Палмера Земли-30, американца, захваченного Суперменом из коммунистической России.
- Countdown: Arena также описывает Рэя Палмера с Земли-6, который по неизвестным обстоятельствам обладает силы и звание Рэя (англ. Ray).
- В The Search For Ray Palmer: Superwoman/Batwoman кратко упоминается женская версия Атома.
- В первом выпуске Batman Beyond 2010 года афро-американская версия Атома будущего, известная, как Микрон, появляется среди героев Земли-12

## Коллекционные издания

### Рэй Палмер
| Заглавие                     | Содержание                                                | Страниц | Номер ISBN         |
| ---------------------------- | --------------------------------------------------------- | ------- | ------------------ |
| The Atom Archives, Vol. 1    | Showcase #34-36, The Atom #1-5                            | 208     | ISBN 1-56389-717-2 |
| The Atom Archives, Vol. 2    | The Atom #6-13                                            | 208     | ISBN 1-4012-0014-1 |
| Sword of the Atom            | Sword of the Atom #1-4 and Sword of the Atom Special #1-3 | 232     | ISBN 1-4012-1553-X |
| DC Comics Presents: The Atom | Legends of the DC Universe #28-29 and 40-41               | 96      |                    |

### Райан Чой
| Заглавие                | Содержание                        | Страниц | Номер ISBN             |
| ----------------------- | --------------------------------- | ------- | ---------------------- |
| My Life in Miniature    | The All-New Atom #1-6             | 160     | ISBN 1-4012-1325-1     |
| Future/Past             | The All-New Atom #7-11            | 128     | ISBN 1-4012-1568-8     |
| The Hunt for Ray Palmer | The All-New Atom #12-16           | 128     | ISBN 978-1-4012-1782-2 |
| Small Wonder            | The All-New Atom #17-18 and 20-25 | 192     | ISBN 978-1-4012-1996-3 |

## Вне комиксов

### Телевидение
- Рэй Палмер (озвученный Пэтом Харрингтоном-младшим) появился в эпизодах в The Superman/Aquaman Hour of Adventure.
- Рэй Палмер появляется в The All-New Super Friends Hour, и The Super Friends Hour, озвученный Уолли Бёрром.
- Версия Атома будущего, именуемая Микрон появился, как член Justice League Unlimited в эпизоде Batman Beyond. В отличие от Атома Микрон мог не только уменьшаться, но и увеличиваться.
- В эпизоде Justice League Атом был упомянут Вандалом Саваджем.
- Атом (Рэй Палмер) позже появился в мультсериале Justice League Unlimited в двух эпизодах, как эксперт в нанотехнологии, озвученный Джоном Макгинли.
- Рэй Палмер также появился в живом телесериале Justice League of America 1997 года, где Палмера сыграл Джон Кэссир.
- Атом (Райан Чой) появился в мультсериале Batman: The Brave and the Bold, озвученный Джеймсом Сайем.
- Атом кратко был упомянут в Young Justice, где Кэт Грант рассказывает, что он был убит вместе с Бэтменом, Айконом и Акваменом.
- Был показан на картине в сериале Тайны смолвиля.
- Атом (Рэй Палмер) появляется в 3 сезоне телесериала Стрела и становится в нём заметным второстепенным персонажем. Его роль исполнил Брэндон Рут.[13].
- Атом (Рэй Палмер) принимает участие в одном из эпизодов 1-го сезона телесериала «Флэш», так же в одном из эпизодов 3-го сезона телесериала «Стрела» можно увидеть кроссовер с участием Стрелы, Атома и Флэша.
- Атом (Рэй Палмер) является постоянным героем сериала «Легенды завтрашнего дня».

### Кино
Атом появился в фильме Чёрный Адам

### Игры
- Атом (Рэй Палмер) появляется в игре DC Universe Online.
- Также Рэй Палмер как играбельный персонаж доступен в одном из испытаний в Injustice: Gods Among Us.
- Атом (Райан Чой) доступен в Injustice 2 посредством DLC. В концовке своего персонажа, после отключения телепатической связи Брэйниака с его Кораблем Черепа, Чой использует технологию Брэйниака для улучшения своего биопояса, прежде чем продолжить поиск пропавшего Рэя Палмера в Микровселенной.